# تشارلز راسيل لويل
تشارلز راسيل لويل (بالإنجليزية: Charles Russell Lowell)‏ هو ضابط أمريكي، ولد في 2 يناير 1835 في بوسطن في الولايات المتحدة، وتوفي في 20 أكتوبر 1864 في ميدلتاون في الولايات المتحدة.